# Premio Etnosur
El Premio Etnosur es un reconocimiento realizado por el Festival Etnosur de Alcalá la Real, Jaén, España, a quienes han dado un toque especial a los espacios culturales donde desarrollan su trabajo. Desde 2003, el premio es una obra del escultor y pintor Xavier de Torres.

## Premiados
Los Premiados:
- 2003: Joe Zawinul
- 2004: Mario Benedetti
- 2005: Revista El Jueves
- 2006: Rosa María Calaf
- 2007: Curas de la parroquia de San Carlos Borromeo en Entrevías
- 2008: Trilok Gurtu
- 2009: Movimiento Attack
- 2010: Tortell Poltrona
- 2011: Hugh Masekela
- 2012: Baltasar Garzón
- 2013: Fundación Vicente Ferrer
- 2014: Plataforma de Afectados por la Hipoteca
- 2015: Reporteros Sin Fronteras